# Nebulosa rellotge de sorra
La Nebulosa del rellotge de sorra (també coneguda com a MyCn 18) és una nebulosa planetària jove situada en la sudenca constel·lació de la Mosca a uns 8.000 anys llum de la Terra. Fou descoberta per Annie Jump Cannon i Margaret W. Mayall durant el seu treball sobre el Catàleg Henry Draper estès (el catàleg fou elaborat entre el 1918 i el 1924). Originàriament se la considerà una petita nebulosa planetària difusa. Amb la millora dels telescopis i de les tècniques fotogràfiques, Raghvendra Sahai i John Trauger del Jet Propulsion Laboratory s'observaren el 18 de gener de 1996. la forma de rellotge de sorra de la nebulosa i li donaren nom. Es pensa que la forma de la nebulosa és deguda a l'expansió de vents estel·lars ràpids dins d'un núvol d'expansió lenta més dens prop de l'equador que en els seus pols.
La nebulosa del rellotge de sorra ha estat fotografiada per la Càmera planetària i de gran angular 2 del Telescopi espacial Hubble.
No s'ha de confondre amb una altra nebulosa amb el mateix nom de rellotge de sorra'' que es pot localitzar a la Nebulosa de la Llacuna